# Scybalista canalis
Scybalista canalis is een vlinder uit de familie van de grasmotten (Crambidae). De wetenschappelijke naam van de soort is voor het eerst gepubliceerd in 1866 door Francis Walker. Walker vermeldt dat de soort is ontdekt in St. Domingo.